# Titolo sussidiario
Un titolo sussidiario è un titolo ereditario detenuto da un reale o da un nobile ma che non viene regolarmente utilizzato per identificare quella persona, a causa della sua contemporanea partecipazione a un titolo superiore.

## Regno di Francia
Nei secoli XVII e XVIII i re di Francia talvolta concedevano ai principi della loro Casa dei titoli sussidiari oltre al titolo principale. Ad esempio il principe Luigi Stanislao Saverio (futuro Luigi XVIII), alla nascita ricevette il titolo di conte di Provenza. Nel 1773, suo nonno, Luigi XV gli concesse anche i titoli di duca d'Angiò, conte di Maine, conte di Perche e conte di Senonches. Nella famiglia Borbone-Orléans, il capo della Casa portava il titolo di duca d'Orléans, il suo erede utilizzava il titolo sussidiario di duca di Valois mentre l'erede dell'erede portava quello di duca di Chartres.

## Regno Unito
La pratica di concedere titoli sussidiari a quello principale è diffusa anche nel Regno Unito. Ad esempio, il duca di Norfolk è anche il conte di Arundel, il conte di Surrey, il conte di Norfolk , il barone Beaumont, il barone Maltravers, il barone FitzAlan, il barone Clun, il barone Oswaldestre e il barone Howard di Glossop. Nella pratica quotidiana, la persona che detiene tutti questi titoli viene indicato solo con il suo titolo più alto - in questo caso, quello di duca di Norfolk - mentre tutti gli altri suoi titoli sono definiti titoli sussidiari.
Nel Regno Unito, l'erede apparente di un pari può utilizzare il titolo sussidiario più alto di quello di cui è erede come titolo di cortesia a condizione che non crei confusione. Ad esempio, l'apparente erede del duca di Norfolk è noto come conte di Arundel (senza "il"), sebbene il figlio non diventi tecnicamente il conte di Arundel fino alla morte di suo padre e rimane legalmente un cittadino comune fino a quel momento.
Se un titolo sussidiario ha lo stesso nome di un titolo superiore, non viene utilizzato come titolo di cortesia. Ad esempio, il duca di Manchester è anche conte di Manchester, ma il suo erede utilizza il titolo di cortesia di "visconte Mandeville".
Prima dell'House of Lords Act del 1999, che abolì il diritto dei pari ereditari di sedere automaticamente nella Camera dei lord, un erede apparente poteva essere convocato dai lord, prima della morte del genitore, con un writ of acceleration - cioè accelerando l'eredità di un titolo sussidiario (di solito una baronia). Ad esempio, un writ of acceleration poteva permettere al conte di Arundel di ereditare in anticipo il titolo di barone Maltravers e diventare così membro della Camera dei lord come lord Maltravers.